# Джулио Андреоти
Джулио Андреоти (на италиански: Giulio Andreotti) е италиански политик, християндемократ, многократен председател на Съвета на министрите на Италия. Автор е на исторически и политически изследвания.